# Guardia Lombardi
Guardia Lombardi är en ort och kommun i provinsen Avellino i regionen Kampanien i Italien. Kommunen hade 1 662 invånare (2017).